# География Канарских островов

Карта Канарских островов

Кана́рские острова́, Кана́ры (исп. Las Islas Canarias) — архипелаг из семи крупных и шести мелких островов вулканического происхождения в Атлантическом океане, расположенный к западу от побережья юга Марокко.
В центре архипелага находится самый крупный остров — Тенерифе (2057 км²), который является и самым густонаселённым островом.
На западе находятся острова Гомера (378 км²), Иерро (277 км²) и Пальма (708 км²). Остров Гран-Канария находится на востоке от Тенерифе. Это третий по величине остров архипелага (1532 км²). В восточной части архипелага расположены Фуэртевентура (1659 км²) и Лансароте (795 км²).
Из шести маленьких островков только остров Грасьоса (27 км²) обитаемый. На востоке находятся острова Алегранса (10 км²), Монтанья-Клара (1 км²), Лобос (6 км²), а также скалы Роке-дель-Оэсте и Роке-дель-Эсте.
Несмотря на одинаковое происхождение, острова отличаются рельефом.
Высочайшая точка Канар — вулкан Тейде на Тенерифе (3715 м), являющаяся также и высшей точкой всей Испании. Высшая точка острова Пальма, гора Роке-де-лос-Мучачос, достигает 2426 м, а Морро-де-ла-Агухереада, высшая точка Гран-Канарии, достигает 1956 м (ранее считалось, что высшая точка Гран-Канарии — вулкан Ньевес). Восточные острова Фуэртевентура и Лансароте, наоборот, ниже — 812 м и 670 м соответственно.
Речная сеть на островах не развита, лишь на некоторых островах есть несколько постоянных водотоков и ручьёв.
Географически архипелаг входит в Макаронезию — группу вулканических островов вместе с Азорскими островами, островами Зелёного Мыса, Мадейрой и Селваженш.

## Климат
Климат Канарских островов тропический пассатный, умеренно жаркий и сухой, он определяется:
- Близким расположением к Африке (пустыне Сахара), из-за чего сюда волнами дует ветер шерги (сирокко), который приносит зной и песок. Более засушливыми являются восточные острова;
- Постоянные ветры-пассаты, дующие с северо-востока. Они несут влагу и смягчают влияние Африки;
- Влияние Атлантического океана, холодного Канарского течения, наличие постоянного антициклона над Азорскими островами смягчает климат. Следует заметить, что из-за течения осадков на островах меньше, зато на прибрежных пляжах не жарко;
- Острова эти гористы, поэтому на климат и погоду влияет также высота и рельеф. Это особенно заметно на Тенерифе, Пальме, Гран-Канарии — самых высоких островах архипелага. Про них говорят, что это «континенты в миниатюре»: климат разительно меняется от уровня моря на побережье, где температура даже зимой редко отклоняется от отметки в 20 °С;
- Для всего архипелага характерна значительная разница в климате и погоде между севером и югом — северные части островов более зелёные и влажные, южные — сухие.

В целом для островов характерно чрезвычайно равномерное распределение температуры. Большинство дней стоит теплая солнечная сухая погода, температура воды постоянна целый год, не опускается ниже 20 °С, на побережье температура воздуха — редко опускается ниже 10 °С и редко поднимается выше 25 °С зимой, в то время как летом температура редко бывает ниже 20 °С, но часто превышает 30 °С.
На высоте свыше 2000 м зимой возможны снегопады, реже — и летом.

## Галерея

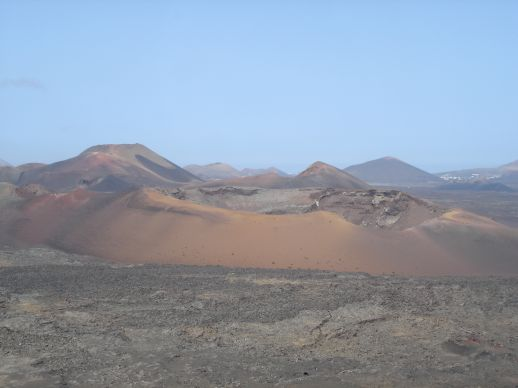
Рельеф Лансароте
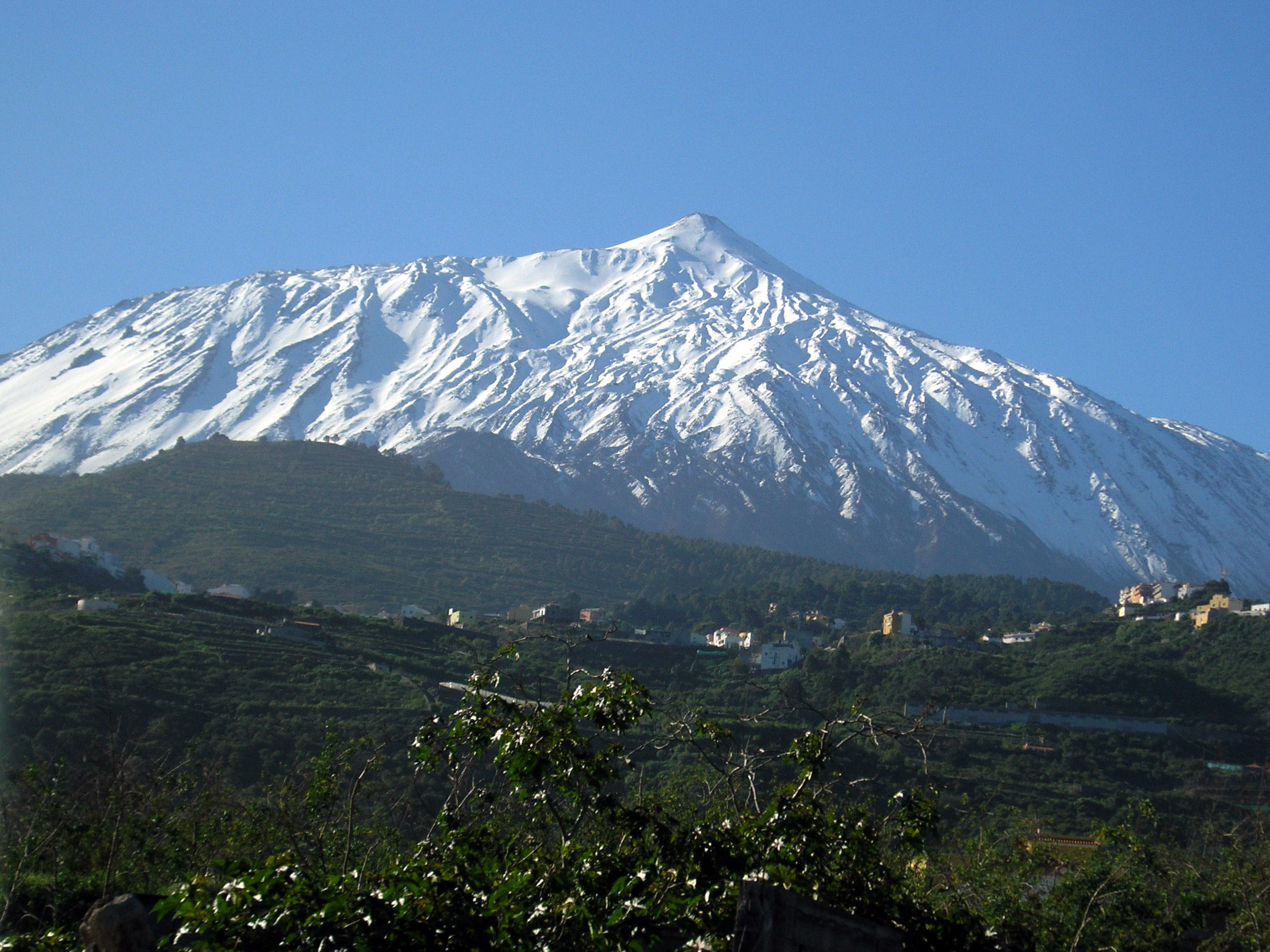
Вулкан Тейде
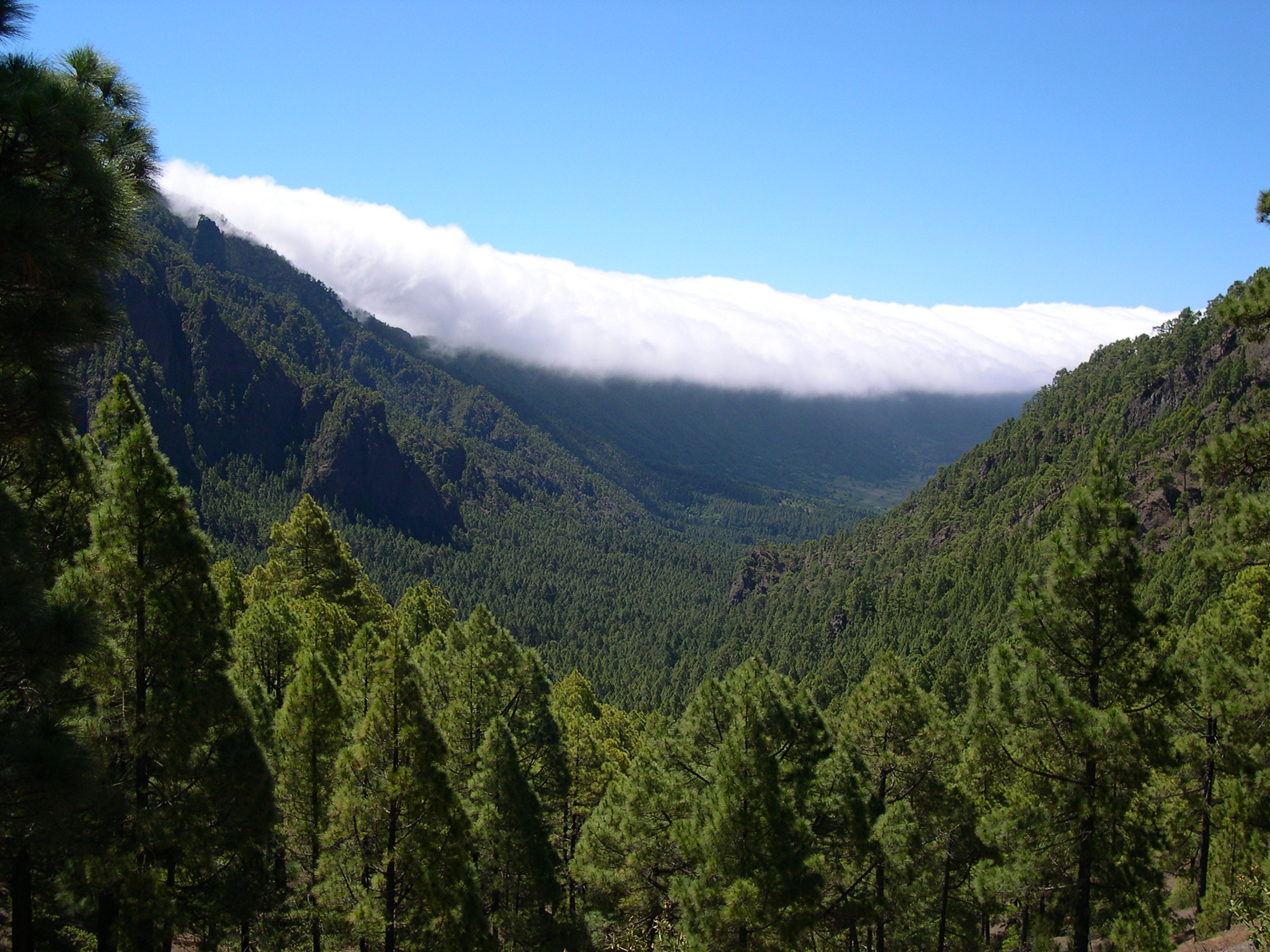
Остров Пальма
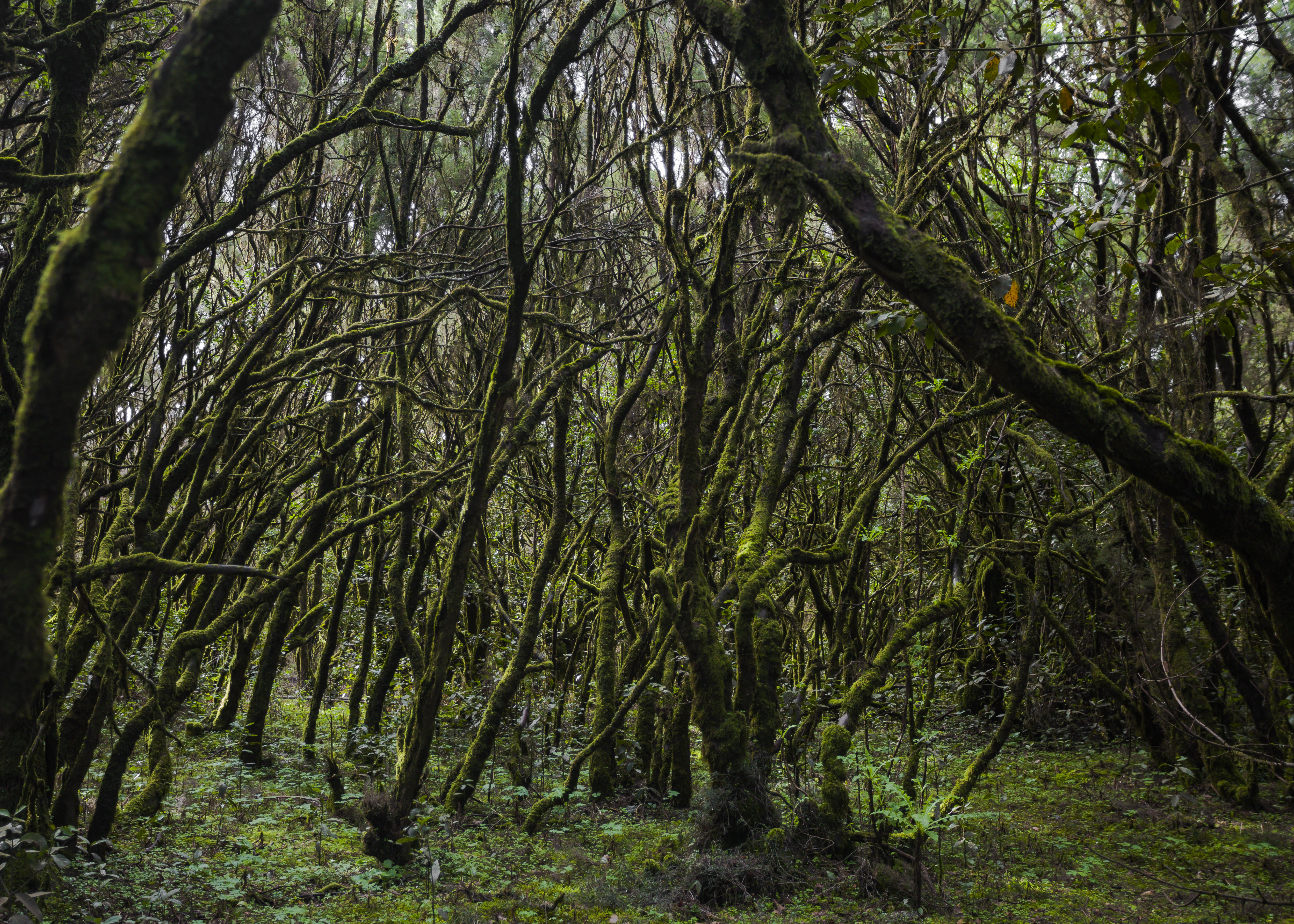
Национальный парк Гарахонай на острове Гомера